# Amelia Podetti
Amelia Podetti (Villa Mercedes, 12 ottobre 1928 – Buenos Aires, 27 marzo 1979) è stata una scrittrice, filosofa e docente argentina. Legò i suoi lavori universitari sulla filosofia tedesca, in particolare sulla fenomenologia, a un impegno militante peronista.

## Biografia
Figlia del giurista Jorge Ramiro Podetti e dell'avvocatessa Amelia Lezcano, sostenne nel 1956 una tesi in filosofia su Husserl all'Università di Buenos Aires (UBA); in compenso, non conseguì mai la sua tesi dottorale sulla Critica della ragion pura, effettuata sotto la direzione di Eugenio Pucciarelli. Continuò a lavorare in seguito sulla filosofia tedesca, studiando a Parigi, con professori come Jean Wahl, Paul Ricœur, Ferdinand Alquié ed Henri Gouhier.
Dal 1963 alla sua morte nel 1979, fu insegnante ricercatrice alla UBA, come pure all'Università del Salvador e all'Università nazionale de La Plata, tenendo corsi di introduzione alla filosofia, di storia della filosofia moderna, di gnoseologia e di filosofia della storia. Lavora in particolare sulla travaille notamment sur la fenomenologia e scrive un libro su Claude Lévi-Strauss.
Aderì al Partito Giustizialista (peronista) nel 1954. Membro della Guardia de Hierro, un'organizzazione della Gioventù Peronista, ella resuscitò nel 1973 la rivista Hechos e Ideas, che non era apparsa dal 1955. La sua artività politica la incitò a scrivere numerosi saggi, miranti a riportare gli autori esclusi dall'Università ad opera della «Rivoluzione Liberatrice» del 1955 (in realtà un putsch cattolico-nazionalista) in seno al dibattito universitario, contribuendo così a far evolvere l'ambiente studentesco da un antiperonismo affermato verso il sostegno al generale Juan Perón e l'attivismo in seno ai Giovani Peronisti. Due articoli di Podetti, Ciencia y Política e La comunidad disociada y sus filósofos, suscitarono un intenso dibattito. Il primo criticava alcuni presupposti del positivismo, allora una delle correnti influenti, con il marxismo, nel mondo universitario, mentre il secondo, che portava in epigrafe una citazione de La comunidad organizada di Perón, attirava l'attenzione sui legami tra Marx e Hobbes. Peraltro, Amelia Podetti fondò e diresse l'Instituto Ramón Carrillo, che partecipò alla battaglia intellettuale per il ritorno di Perón.
Alla morte del generale Juan Perón, il 1º luglio 1974, la rivista Hechos e Ideas pubblicò un numero doppio in suo omaggio, che riuniva numerosi discorsi del generale, con una sorta di poesia mistica che incensava Perón. Podetti fu in seguito nominato, nel 1975, direttrice nazionale della Cultura, e creò il premio Consacrazione nazionale, che esiste ancora, e che è stato accordato, tra gli altri a Leonardo Castellani, Yolanda Ortiz, Ernesto Sabato ed Héctor Tizón. Negli ultimi anni della sua vita, lavorò sulla storia dell'America e sull'utopia di Vasco de Quiroga, ciò che produsse la pubblicazione postuma di La irrupción de América en la historia (1981).
Dopo la sua morte, la rivista Hechos e Ideas si volse sempre di più verso il cattolicesimo, con scritti dell'arcivescovo Antonio Quarracino, di Carlos Ferré, o citazioni di Giovanni Paolo II.

## Opere
Tra le opere da lei pubblicate sono da segnalare:
- Husserl: esencias, historia, etnología, Editorial Estudios, Buenos Aires, 1969;
- Comentario a la Introducción de la Fenomenología del Espíritu, Facultad de Filosofía y Letras UBA, 1978;
- La irrupción de América en la historia, Centro de Investigaciones Culturales, prólogo de Armando Poratti, Buenos Aires, 1981;
- El pensamiento de Lévi-Strauss. Una visión crítica. Oficina de Publicaciones del Ciclo Básico Común, Eudeba, Buenos Aires, 1997.